# Vlkyňa
Vlkyňa, ungarisch Velkenye (bis 1948 slowakisch „Veľkyňa“ – bis 1927 auch „Veľkaňa“) ist eine Gemeinde in der südlichen Mittelslowakei mit 401 Einwohnern (Stand 31. Dezember 2024), die im Okres Rimavská Sobota, einem Kreis des Banskobystrický kraj, liegt und zur traditionellen Landschaft Gemer gehört.

## Geographie
Die Gemeinde befindet sich im Südteil des Talkessels Rimavská kotlina (innerhalb der größeren Einheit Juhoslovenská kotlina) am Übergang in das Bergland Cerová vrchovina, am rechten Ufer der Rimava, kurz vor der Mündung in die Slaná, unweit der Staatsgrenze zu Ungarn. Das Ortszentrum liegt auf einer Höhe von 150 m n.m. und ist 19 Kilometer von Tornaľa sowie 30 Kilometer von Rimavská Sobota entfernt.
Nachbargemeinden sind Lenartovce im Norden, Sajópüspöki (H) im Osten und Südosten, Ózd (H) im Süden und Südwesten, Rimavská Seč im Westen und Číž im Nordwesten.

## Geschichte

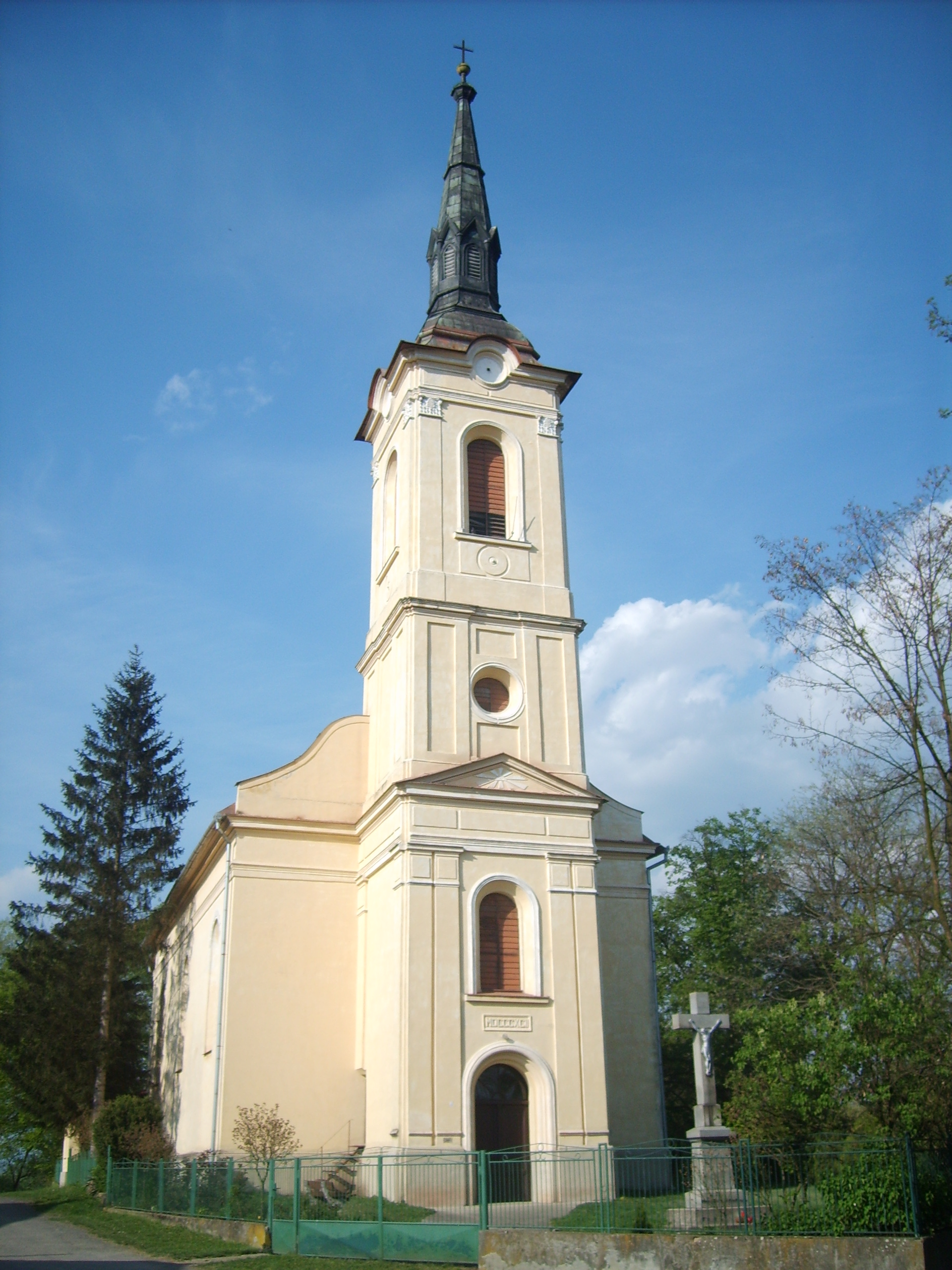
Kirche in Vlkyňa

Vlkyňa wurde zum ersten Mal 1216 als predium Pauli schriftlich erwähnt, weitere historische Bezeichnungen sind unter anderen Welkenye (1289), Weelkunie (1336), Velkenice (1344). Die Siedlung war zuerst Besitz des Erzbistums Gran, im 14. Jahrhundert war sie vorübergehend Besitz der Familien Putnoki und Széchy. Der Ort wurde in der Zeit der Türkenkriege verwüstet, 1776 kamen die Ortsgüter zum neu gegründeten Bistum Rosenau. 1828 zählte man 54 Häuser und 445 Einwohner, die in der Landwirtschaft beschäftigt waren.
Bis 1918/19 gehörte der im Komitat Gemer und Kleinhont liegende Ort zum Königreich Ungarn und kam danach zur Tschechoslowakei beziehungsweise heute Slowakei. Auf Grund des Ersten Wiener Schiedsspruchs lag er von 1938 bis 1944 noch einmal in Ungarn.

## Bevölkerung
| Jahr                | 1994 | 2004     | 2014     | 2024    |
| ------------------- | ---- | -------- | -------- | ------- |
| Anzahl der Personen | 306  | 337      | 403      | 401     |
| Unterschied         |      | +10,13 % | +19,58 % | −0,49 % |

| Jahr                | 2023 | 2024    |
| ------------------- | ---- | ------- |
| Anzahl der Personen | 383  | 401     |
| Unterschied         |      | +4,69 % |

Gemäß der Volkszählung 2011 wohnten in Vlkyňa 348 Einwohner, davon 331 Magyaren und 16 Slowaken. Ein Einwohner machte keine Angabe zur Ethnie.
296 Einwohner bekannten sich zur römisch-katholischen Kirche, 17 Einwohner zur reformierten Kirche und zwei Einwohner zu den Zeugen Jehovas. 26 Einwohner waren konfessionslos und bei sieben Einwohnern wurde die Konfession nicht ermittelt.

## Baudenkmäler
- römisch-katholische Kirche Maria vom Rosenkranz im neoklassizistischen Stil aus dem Jahr 1898, 1992 erneuert[6]